# Jasse Jalonen
Jasse Jalonen (født 18. juli 1973 i Turku, Finland) er en finsk tidligere fodboldspiller (midtbane). Han spillede fire kampe for Finlands landshold.